# بيتر نيكول
بيتر نيكول (بالإنجليزية: Peter Nicol) هو لاعب إسكواش بريطاني، ولد في 5 أبريل 1973 في Inverurie ‏ في المملكة المتحدة.

## وصلات خارجية
- بيتر نيكول على موقع SquashInfo.com (الإنجليزية)
- بيتر نيكول على موقع اتحاد ألعاب الكومنولث (مؤرشف) (الإنجليزية)
- بيتر نيكول على موقع اتحاد ألعاب الكومنولث (مؤرشف) (الإنجليزية)
- بيتر نيكول على موقع دورة ألعاب الكومنولث 2006 (مؤرشف) (الإنجليزية)
- بيتر نيكول على موقع الجمعية الدولية للألعاب العالمية (الإنجليزية)